# Imperia
Imperia – miasto i gmina we Włoszech, w regionie Liguria, w prowincji Imperia. Położona jest nad Morzem Liguryjskim, u ujścia rzeki Impero.
Miasto powstało w 1923 roku z połączenia dwóch mniejszych miejscowości: Oneglii i Porto Maurizio.
Według danych na rok 2004 gminę zamieszkiwało 39 549 osób, gęstość zaludnienia wynosi 878,9 os./km².
W gminie znajdują się dwie stacje kolejowe: Imperia Oneglia oraz Imperia Porto Maurizio.

## Miasta partnerskie
- Mandelieu-la-Napoule (Francja)
- Newport (Stany Zjednoczone)
- Rosario (Argentyna)

## Linki zewnętrzne

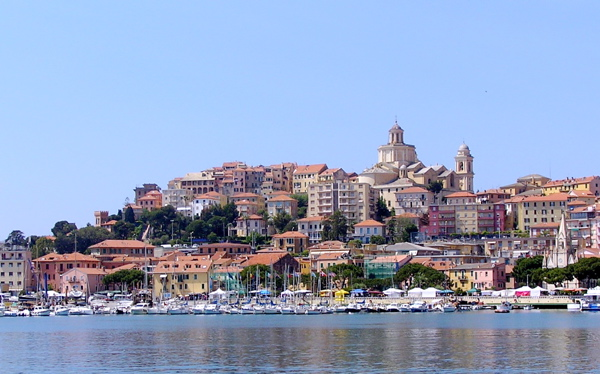
Porto Maurizio